# Psettodes bennettii
Psettodes bennettii is een straalvinnige vissensoort uit de familie van grootbekbotten (Psettodidae). De wetenschappelijke naam van de soort is voor het eerst geldig gepubliceerd in 1870 door Steindachner.